# Нью-Бремен (Огайо)
Нью-Бремен (англ. New Bremen) — селище (англ. village) в США, в окрузі Оґлез штату Огайо. Населення — 3034 особи (2020).

## Географія
Нью-Бремен розташований за координатами 40°26′5″ пн. ш. 84°22′40″ зх. д. / 40.43472° пн. ш. 84.37778° зх. д. (40.434773, -84.377697).  За даними Бюро перепису населення США в 2010 році селище мало площу 5,55 км², уся площа — суходіл.

## Демографія
Згідно з переписом 2010 року, у селищі мешкало 2978 осіб у 1145 домогосподарствах у складі 841 родини. Густота населення становила 536 осіб/км².  Було 1266 помешкань (228/км²).
Расовий склад населення:
| - 97,8 % — білих - 0,5 % — азіатів - 0,1 % — корінних американців - 0,1 % — чорних або афроамериканців |

До двох чи більше рас належало 1,0 %. Частка іспаномовних становила 1,2 % від усіх жителів.
За віковим діапазоном населення розподілялося таким чином: 27,8 % — особи молодші 18 років, 60,2 % — особи у віці 18—64 років, 12,0 % — особи у віці 65 років та старші. Медіана віку мешканця становила 38,2 року. На 100 осіб жіночої статі у селищі припадало 99,3 чоловіків;  на 100 жінок у віці від 18 років та старших — 98,7 чоловіків також старших 18 років.
Середній дохід на одне домашнє господарство  становив 75 160 доларів США (медіана — 60 878), а середній дохід на одну сім'ю — 89 706 доларів (медіана — 81 615). Медіана доходів становила 52 298 доларів для чоловіків та 38 826 доларів для жінок. За межею бідності перебувало 7,5 % осіб, у тому числі 8,4 % дітей у віці до 18 років та 8,3 % осіб у віці 65 років та старших.
Цивільне працевлаштоване населення становило 1752 особи. Основні галузі зайнятості: виробництво — 37,2 %, освіта, охорона здоров'я та соціальна допомога — 17,8 %, мистецтво, розваги та відпочинок — 9,2 %, роздрібна торгівля — 6,6 %.